# Arceuthobium rubrum
Arceuthobium rubrum är en sandelträdsväxtart som beskrevs av Hawksw. & Wiens. Arceuthobium rubrum ingår i släktet Arceuthobium och familjen sandelträdsväxter. Inga underarter finns listade i Catalogue of Life.